# Rejon zastawieński
Rejon zastawieński – jednostka administracyjna w składzie obwodu czerniowieckiego Ukrainy.
Utworzony w 1940. Ma powierzchnię 618 km² i liczy około 57 tysięcy mieszkańców. Siedzibą władz rejonu jest Zastawna.
Na terenie rejonu znajduje się 1 miejska rada, 1 osiedlowa rada i 32 silskie rady, obejmujące w sumie 37 miejscowości.

## Spis miejscowości
- Babin (Бабин)
- (Баламутівка)
- (Боянчук)
- Bridok (Брідок)
- (Чорний Потік)
- (Чуньків)
- (Добринівці)
- (Дорошівці)
- (Горішні Шерівці)
- (Горошівці)
- Chreszczatyk (Хрещатик)
- Josypiwka (Йосипівка)
- (Яблунівка)
- (Юрківці)
- (Кадубівці)
- Kostryżiwka (Кострижівка)
- Kuliwce (Кулівці)
- (Малий Кучурів)
- (Митків)
- (Мосорівка)
- (Онут)
- (Погорілівка)
- (Прилипче)
- (Репужинці)
- (Ржавинці)
- (Рудка)
- (Самушин)
- Stepaniwka (Степанівка)
- (Товтри)
- (Шубранець)
- (Василів)
- (Васловівці)
- (Вербівці)
- (Веренчанка)
- (Вимушів)
- Wikno (Вікно)
- (Задубрівка)
- Zastawna (Заставна)
- Zwiniacze[1][2] (Звенячин)